# Intézkedés (büntetőjog)
Az intézkedés a büntetőjogban szorosabb értelemben használt kifejezés, mint az eljárásjogokban.
A Büntető Törvénykönyv (Magyarországon a 2012. évi C. törvény) VIII. fejezete sorolja fel az intézkedéseket. Ezek a következők:
a) a megrovás,
b) a próbára bocsátás,
c) a jóvátételi munka,
d) a pártfogó felügyelet,
e) az elkobzás,
f) a vagyonelkobzás,
g) az elektronikus adat végleges hozzáférhetetlenné tétele,
h) a kényszergyógykezelés,
i) a jogi személlyel szemben alkalmazható büntetőjogi intézkedésekről szóló törvény szerinti intézkedések.
A megrovás, a próbára bocsátás és a jóvátételi munka önállóan, büntetés helyett alkalmazható.
A pártfogó felügyelet büntetés vagy intézkedés mellett alkalmazható. Kiutasítás mellett nem rendelhető el pártfogó felügyelet.
Az elkobzás, a vagyonelkobzás és az elektronikus adat végleges hozzáférhetetlenné tétele önállóan, és büntetés vagy intézkedés mellett is alkalmazható.